# Château de Galleville
Le château de Galleville est une demeure de la fin du XVIIe siècle, de style Louis XIII, qui se dresse sur le territoire de la commune française de Doudeville, dans le département de la Seine-Maritime, en région Normandie.
Le château, propriété privée, est partiellement classé au titre des monuments historiques.

## Localisation
Le château est situé à Doudeville, dans le département français de la Seine-Maritime.

## Historique

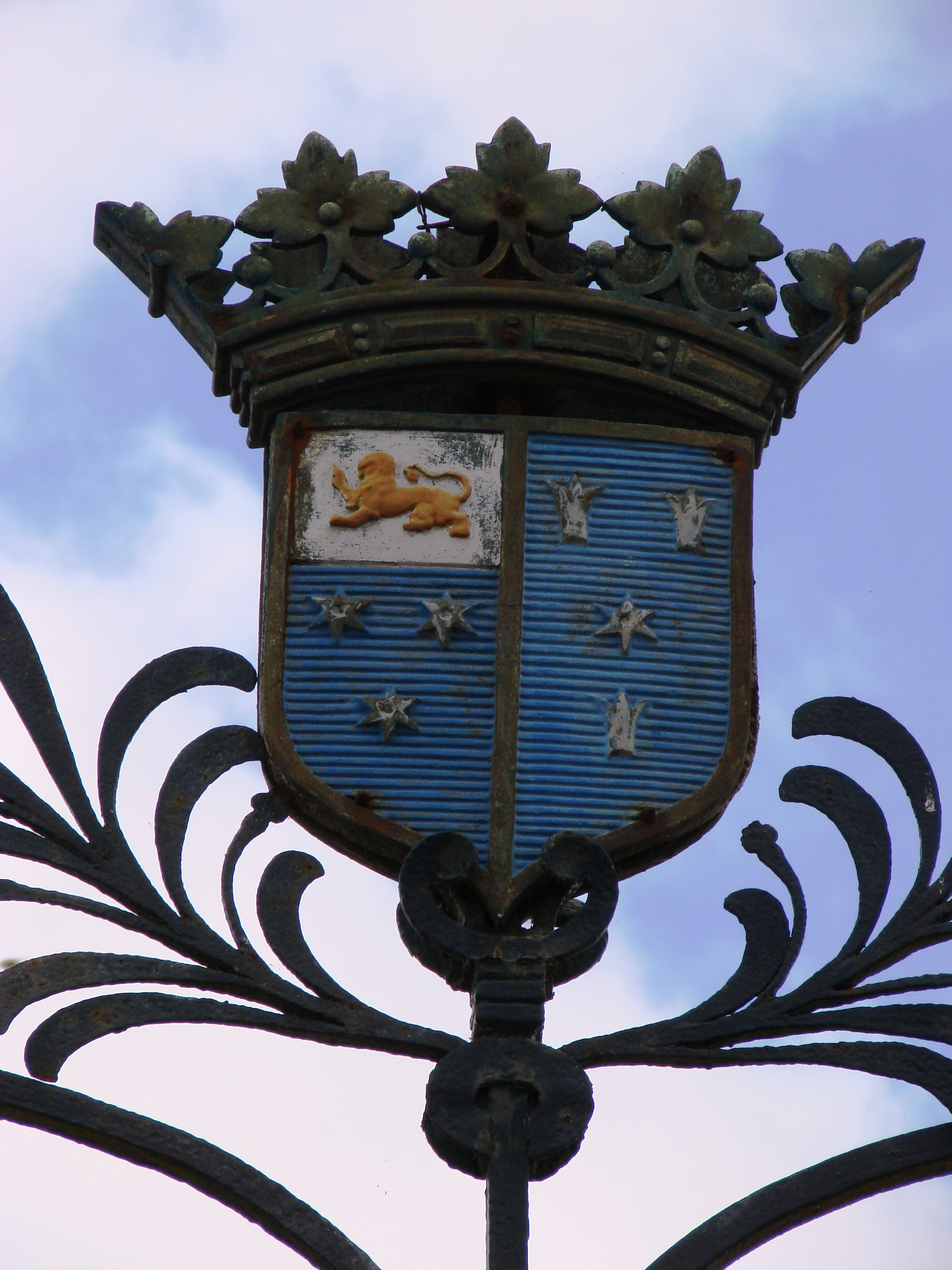
Le blason du château, reprenant les armes du maréchal de Villars et celle de sa femme, Jeanne-Angélique Rocque de Varengeville.

L'édifice a été construit, sur une terre acquise en 1660 de l'abbaye de Valmont, dans la seconde moitié du XVIIe siècle, probablement par Jacques Roque, seigneur de Varengeville, secrétaire des commandements de Monsieur, frère du roi, fils de Pierre Roque, seigneur de Varengeville, conseiller au Parlement de Normandie, et de Anne Rouillé de Meslay, et son épouse, Charlotte Angélique Courtin, fille d'Honoré Courtin, comte des Mesnuls, diplomate au service du roi Louis XIV.
Tous deux ont pour successeur à Galleville, leur fille Jeanne Angélique Roque de Varengeville, mariée en 1702 avec Claude Louis Hector de Villars. Ce dernier est fait, en cette même année 1702, maréchal de France, puis en 1705 duc de Villars, titre assis sur la terre de Vaux, et en 1709 pair de France.
À la mort de la maréchale et duchesse de Villars, en 1763, le domaine de Galleville passe à son fils, Armand Honoré, second duc de Villars, qui le vend en 1764.
Revendu par un gentilhomme irlandais, Nicolas Lairless, en 1769, il devient la propriété de Louis Le Seigneur de Reuville. Il s'est transmis ensuite par successions, à la famille de Héricy, au marquis de Montault au début du XIXe siècle, au comte Mniszech, chambellan de l'empereur François-Joseph, au baron d'Etchegoyen. En 1984, il passe à l'ambassadeur Robert Gillet et à son épouse.
Il fait l'objet d'une importante restauration en 1905-1906 par l'architecte René Martin et le sculpteur Alphonse Guilloux,.
Occupé par les Allemands pendant la Seconde Guerre mondiale, il est, en 1943, partiellement incendié par accident et restauré après la guerre, par le baron et la baronne d'Etchegoyen.

## Description
Le château est un long édifice en brique et pierre, composé d'un corps de logis, prolongé par deux ailes, en retour côté cour et en retrait côté parc.
Il est précédé d'une cour et d'une avant-cour, bordée de communs, séparées par un saut de loup.
Le parc a reçu le label « jardin remarquable ».

## Protection
Les façades et toitures du château, des deux bâtiments des communs, des deux pavillons de garde et du colombier ; les deux allées plantées à l'est et à l'ouest du château ; l'ensemble des murs de clôture y compris le saut-de-loup à l'ouest et ceux entourant l'avant-cour et la cour d'honneur avec le saut-de-loup et le pont ainsi que la grille d'entrée sont classés au titre des monuments historiques par arrêté du 4 mai 1984.